# 中之島町

長岡市における平成の大合併。当町は北部に位置する。

中之島町（なかのしままち）は、新潟県の中央部、中越地方に位置していた町である。長岡市への通勤率は29.3%・見附市への通勤率は11.9%（いずれも平成12年国勢調査）。2005年4月1日に周辺の町村とともに長岡市に編入合併した。

## 地理
越後平野の中央、信濃川右岸に位置しており、町のほぼ全域が平野部となっている。刈谷田川を挟んだ見附市の今町地区中心部と半ば連続的な市街地を持つ。
- 山：
- 河川：信濃川、刈谷田川、猿橋川、中之島川、末宝川
- 湖沼：

### 隣接していた自治体
北から時計回りに
- 西蒲原郡分水町
- 南蒲原郡栄町
- 見附市
- 長岡市
- 三島郡与板町
- 三島郡寺泊町

## 歴史
- 1889年（明治22年）4月1日 - 町村制施行に伴い南蒲原郡中之島村、灰島新田、中興野、野口村、真弓村、猫興野が合併し、中之島村（なかのしまむら）が発足。
- 1901年（明治34年）11月1日 - 南蒲原郡神通村、中通村、中野村、中条村、信条村、西所村、三沼村と合併し、中之島村を新設。
- 1958年（昭和33年）11月1日 - 見附市と境界の一部を変更。
- 1961年（昭和36年）8月1日 - 一部の区域を分離し西蒲原郡分水町に編入。
- 1963年（昭和38年）8月1日 - 一部の区域を分離し見附市に編入。
- 1986年（昭和61年）10月1日 -  町制施行し中之島町となる。
- 2004年 平成16年7月新潟・福島豪雨（7.13水害）により町内で洪水による被害。
- 2005年（平成17年）4月1日 - 長岡市に編入合併。

## 行政
- 町長：樋山粂男（1985年（昭和60年）11月16日 - 2005年（平成17年）4月1日）

## 経済

### 産業
- 農業
  - 米、レンコン[1]
- 工業・流通
  - 中之島工業団地[2]
  - 中之島流通団地[3]

## 施設
- 町民文化センター（マナビィプラザなかのしま） - 旧中之島中学校跡地に、ホール棟と図書室・研修室棟からなる施設として建設され、1995年（平成7年）開館[4][5]。
- 地域福祉センター（サン・パルコなかのしま） - 旧中野小学校跡地に建設され、1991年（平成3年）開館[6]。

## 交通

最新のバス路線図。「中之島文化センター前」「興野」付近が当町域。

### 鉄道
- 東日本旅客鉄道（JR東日本）信越本線
  - 押切駅
長岡市や見附市との境界付近に位置しており、町の中心部からは離れている。

### 道路
高速道路
- 北陸自動車道中之島見附IC

一般国道
- 国道8号
  - 長岡東バイパス
- 国道403号

県道（主要地方道のみ掲載）
- 新潟県道20号見附中之島線

## 名所・旧跡・観光スポット・祭事・催事
- 大竹邸記念館 - 新潟日報「にいがた景勝100選」[7][1]
- 入澤記念庭園 - 西洋医学の先賢、入澤家（池田謙斎、入澤達吉、入澤恭平）の業績を称え、1994年（平成6年）9月竣工[8]。
- 産業まつり（10月） - 「ジャンボおにぎり」は1989年ギネスブック認定[1]
- 灯篭押し合い祭り
- 今町・中之島大凧合戦

## 出身有名人
- 大竹貫一（政治家、衆議院議員、貴族院勅選議員）
- 池田謙斎（医者）